# Universe Sandbox
Universe SandboxまたはUniverse Sandbox 2は、Giant Armyが開発、販売しているパソコン用の宇宙シミュレーションソフトである。2021年7月現在、Steamにて3090円で購入できる。

## 概要
宇宙空間上に、恒星、惑星、銀河などの天体を、自由自在に配置したり破壊したりできる、シミュレーションソフトである。例えば、太陽系にオリジナルの惑星を配置したり、太陽を他の恒星と衝突させたり、地球に月を衝突させたりでき、さらにはブラックホールを配置して、太陽系の惑星を破壊させる、ということもできる。地球同士を衝突させるなど、実際には起こることがないようなシミュレーションもできる。ゲーム上では、実際の太陽系が再現されている以外にもさまざまなシミュレーターが用意されており、過去に実際に起きた宇宙での天体の動きや、当然空想上であるが、太陽以外の恒星の太陽系が再現されていたり、宇宙の仮想上のシミュレーションもある。前述の通り、宇宙空間を自由自在にシミュレーションできるソフトであるため、実際に存在していない架空の宇宙空間を作成することもできる。